# Jumpei Obata
Jumpei Obata (japanisch 小幡 純平 Obata Jumpei; * 13. Dezember 1988 in der Präfektur Tokio) ist ein ehemaliger japanischer Fußballspieler.

## Karriere
Obata erlernte das Fußballspielen in der Schulmannschaft der Kokugakuin Kugayama High School und der Universitätsmannschaft der Senshū-Universität. Seinen ersten Vertrag unterschrieb er 2011 bei Mito HollyHock. Der Verein spielte in der zweithöchsten Liga des Landes, der J2 League. Für den Verein absolvierte er 17 Ligaspiele. 2012 wechselte er zum in der Präfektur Okinawa beheimateten Drittligisten FC Ryūkyū. Für Ryūkyū absolvierte er 121 Ligaspiele. 2016 unterschrieb er in Aomori einen Vertrag beim Viertligisten ReinMeer Aomori FC. Nach 198 Ligaspielen für den Verein aus Aomori, in denen er elf Treffer erzielte, beendete er nach der Saison 2023 seine Karriere als Fußballspieler.